# دوقلوها (فیلم ۱۹۹۸)
دوقلوها (به تامیلی: Jeans) فیلمی است محصول سال ۱۹۹۸ و به کارگردانی اس شانکار است. در این فیلم بازیگرانی همچون پراشانت، آیشواریا رای، نثار، لاکشمی ایفای نقش کرده‌اند.